# وادي حسب
وادي حسب أو شعيب حسب أو وادي حسم هو شعيب، في ناحية الشبكة في قضاء النجف في جنوب غرب محافظة النجف في منطقة الوديان السفلى وصحراء الحجرة بالبادية العراقية ضمن الصفيحة العربية جنوب غرب العراق، مساحته تقريباً 3750 كيلومتراً مربعاً في منطقة تبلغ حرارتها 37.3 مْ في تموز، أمطارها قليلة، معدلها السنوي 94.5 ملم، شكل الوادي مائل للاستطالة وذلك يقلل احتمال فيضانه، ,انحداره خفيف مقداره 1.75 م/كم. يرتفع شعيب حسب عند الطرف الغربي لجرف جال الباطن بين ميسة لمية من الغرب والبيضتين من الشرق وسهلا السليمانية وأم الرجام من الجنوب وعند منبعه تقع آبار الليفية، يمتد الحسب من الشمال الشرقي قريباً من قويرات الكبريتيات ويتاخم هضبة حقي واقصة من الغرب، وعلى مسافة أبعد إلى الشمال يجتاز الحسبُ سهولَ المجامر وأبو خويمة والجماعية، قال الويس موسيل إن عذيب الهجانات اسم كان أطلق على رأس الوادي (وادي حُسُم - حسب) حيث ينبثق نبعُ العذيب (عين السيد). وقال "وتقع عقلة مشحن بين المجامر وفيضة الجماعية إلى الشرق من خبراء الصيقل وفيما وراء قارة الجرثمي وعكاش فإن شعيب الحسب يتجه إلى الشرق تقريباً ويختفي في رواسب الطمي عند القادسية".